# Jean III d'Oldenbourg
Pour les articles homonymes, voir Jean III.
Jean III (fl. 1302-1342) est un prince de la maison d'Oldenbourg. Il règne sur le comté d'Oldenbourg de 1315 à 1342.

## Biographie
Jean III est le fils cadet du comte Jean II et de sa première épouse, Élisabeth de Brunswick-Lunebourg. Il partage le pouvoir avec son frère aîné Christian IV et leur demi-frère Conrad Ier, le fils aîné de la deuxième femme de Jean II, Hedwige de Diepholz.
En 1331, il négocie aux côtés de ses demi-frères Conrad et Maurice l'acquisition du château d'Elmendorf (de) et des droits afférents en échange de propriétés dans les villes de Menslage, Löningen et Lastrup. Conrad et lui concluent également une alliance avec l'archevêque de Brême Burchard Grelle (de) contre les Frisons de Rüstringen jusqu'à la signature d'un traité de paix en 1337.
Une copie illustrée du Miroir des Saxons est réalisée à sa demande et achevée en 1336, ce qui témoigne de son intérêt pour le droit.

## Mariages et descendance
Jean III et son épouse Mathilde de Bronckhorst ont quatre fils :
- Jean IV, comte d'Oldenbourg ;
- Othon ;
- Guillaume (mort en 1367), chanoine à la cathédrale de Cologne ;
- Christian (tué en 1368).